# Fred Iltis
Fred Iltis, nato Wilfred Gregor Iltis (Brno, 20 aprile 1923 – San Jose, 11 dicembre 2008) è stato un fotografo statunitense, di origini cecoslovacche.

## Biografia
Quando i nazisti stavano per invadere il suo Paese nel 1938, Fred (Wilfred Gregor) si rifugiò con la famiglia negli Stati Uniti d'America.
Durante la seconda guerra mondiale fu arruolato nell'esercito e mandato nel sud del Pacifico. Laureato in entomologia all'Università della California, Davis, si era sposato con Julia, un'artista grafica che lo ha preceduto morendo nel 2004.
Insegnante nel dipartimento di biologia dell'università di San Jose, il focus della sua ricerca sono state le biosistematiche e il ciclo biologico delle zanzare.
Molte foto del suo vasto archivio riguardano il movimento per i diritti civili degli anni 60, la protesta studentesca contro la guerra del Vietnam, le lotte dei braccianti agricoli immigrati dal Messico, i chicanos, guidati da César Chavez e Dolores Huerta, gli scioperi e boicottaggi delle compagnie produttrici di frutta.
Fu amico dei fotogiornalisti Hansel Mieth e Otto Hagel, che avevano illustrato su Life Magazine la Grande Depressione degli anni 30. Questi lo convinsero che “una fotografia può esprimere le proprie idee e ideali molto meglio di mille parole”. Nei suoi viaggi a sud del confine (dove aveva incontrato il fotografo messicano Manuel Álvarez Bravo) ritrasse le condizioni di vita degli indios, particolarmente nel Michoacán. Seguendo i consigli dei due amici Fred sviluppava e stampava usando il lento e complesso archival process, un sistema che garantisce alle stampe una durata di molti decenni.
Fino agli ultimi mesi di vita, quando infilava i guanti di cotone bianchi prima di toccarle, le maneggiava come fossero creature viventi che vanno protette, da cui è difficile separarsi.